# Rudi Opitz
Pour les articles homonymes, voir Opitz.
Rudolf « Rudi » Franz Opitz (né le 19 février 1908 à Leipzig, mort le 7 août 1939 à Buchenwald) est un résistant allemand au nazisme.

## Biographie
Rudolf Opitz est l'enfant d'un assistant de gestion d'entreprise. Il apprend le métier de photographe reproducteur et chimigraphe au sein de l'entreprise Körner und Sohn. À partir de 1923, il est membre de la Ligue des jeunes communistes d'Allemagne. Après avoir terminé sa formation, il obtient un emploi à Niedersedlitz près de Dresde puis à Düsseldorf. Après son mariage et son retour à Leipzig, il se retrouve au chômage en 1929. En 1931, il rejoint le KPD et devient membre de la direction municipale du parti. Dès 1933, il s'engage activement contre les nazis au pouvoir. Il est brièvement employé à l'usine d'avions Junkers à Köthen. Avant son incarcération, il vit de nouveau à Leipzig-Gohlis.
Le 23 août 1935, il est arrêté pour « préparation d'une entreprise de trahison ». Après 17 mois de détention, il est condamné à deux ans de prison et purge les trois mois restants à la prison de Zwickau. Il est ensuite transféré au camp de concentration de Buchenwald nouvellement construit, où il reçoit le numéro de prisonnier 2317 et plus tard 2712. Il travaille d'abord à la bibliothèque/détachement de reliure, puis au laboratoire photographique des SS et profite de sa position pour transmettre clandestinement des négatifs d'atrocités des SS par des prisonniers libérés.
Lorsque Rudolf Opitz découvre que sa libération est imminente, il tente de faire sortir clandestinement plus d'enregistrements du camp. Le 29 juin 1939, cependant, on trouve sur lui un négatif d'exécution, après quoi il est admis au bâtiment de l'isolement. Après trois jours passés debout dans la cellule sombre, une arrestation normale est établie. Le 7 août 1939, après avoir été enchaîné à un radiateur à vapeur pendant trois jours, il est tué par le superviseur du bâtiment de l'isolement, Martin Sommer. Dans les dossiers, le meurtre est qualifié de suicide par pendaison.

## Commémorations
En RDA, Rudi Opitz est honoré en tant qu'antifasciste et résistant :
- Rudi-Opitz-Strasse à Leipzig-Gohlis, inaugurée en 1950 (anciennement Fabricestrasse)[2].
- Pierre commémorative à Gohlis, inaugurée en 1950
- La station de tramway Gohlis II (Landsberger Straße) s'appelait "Jugendbahnhof Rudi Opitz" à partir de 1950
- Rudi-Opitz-Oberschule à Leipzig-Grünau, inauguré en 1985 (nom jusqu'en 1992)

En 2009, une Stolpersteine est posée à Gohlis pour commémorer Rudi Opitz au Coppistrasse 65. Une pierre commémorative avec la note "assassiné" est placée sur le chemin du crématorium du Cimetière du Sud de Leipzig.